# 吃吃的愛
《吃吃的愛》（英語：Didi's Dream），是一部於2017年上映的華語電影合拍片。由徐熙娣、林志玲、金世佳、李子峰主演。2017年5月27日上映。為蔡康永首部執導的電影。

## 演員
- 徐熙娣（飾 上官娣娣/許春梅）：上官玲玲的妹妹，相較於成為巨星的姊姊，其星運一路走來都十分坎坷，與姊姊上官玲玲亦關係惡劣，且罹患膠質瘤。
- 林志玲（飾 上官玲玲）：上官娣娣的姐姐，與妹妹上官娣娣關係惡劣，其星運和外貌都比上官娣娣要來的出色許多。
- 金世佳（飾 扣子/51號）：上官娣娣的男友
- 李子峰（飾 49號）
- 利晴天：偶像劇男主角/太空警察
- 曾愷玹：偶像劇女主角
- 趙正平：腸胃散廣告導演
- 沈玉琳：電視購物台制作人
- 楊昇達：電視購物台助理
- 梁赫群：廣告製片
- 陳為民：廣告面試官
- 韓宜邦：電影導演
- 林如琦：廣告面試官
- 范湉湉：電影製片
- 傅雷：夏無忌導演
- 陳漢典（飾 王典典）：《非典型》節目主持人
- 黃騰浩（飾 方律師）：上官玲玲情人（已婚）
- 張可昀 甜妹：節目參賽者
- 張立東：面試官
- 謝依霖（飾 小Hold）：節目參賽者
- 郭文頤（飾 瘦瘦）：面試者
- 蔡康永：旁白
- 于正昇：大漩渦雜誌記者

## 歌曲
| 曲别       | 歌名                        | 演唱者                  | 作詞   | 作曲          |
| 宣傳推廣曲 | 小時候                      | 徐熙娣 （原唱：蘇打綠） | 吳青峰 | 吳青峰        |
| 宣傳曲     | 鯉魚歌                      | 徐熙娣                  | 蔡康永 | 范曉萱        |
| 主題曲     | 月光河 （Moon River中文版） | 王加一 （王維賢）       | 吳青峰 | Henry Mancini |
| 插曲       | 小丑                        | 徐熙娣 （原唱：張魁）   | 孫儀   | 劉家昌        |

## 票房與評價
- 台灣方面，首日票房破千萬新台幣[6]；最終全台票房為新台幣8,520萬元[7]。
- 中國大陸方面，首日票房為人民幣809萬元[8]。直至2017年6月15日止，《吃吃的愛》中國大陸累積票房約人民幣2600萬元[9]。
- 在中国大陆或是台灣網友以及PTT鄉民均負評居多，許多網友認為導演蔡康永較適合擔任主持人，但也給予鼓勵期待以後的作品[10][11]。

## 外部連結
- 吃吃的愛的新浪微博
- 互联网电影数据库（IMDb）上《吃吃的愛》的资料（英文）
- AllMovie上《吃吃的愛》的资料（英文）
- 爛番茄上《吃吃的愛》的資料（英文）
- Yahoo奇摩電影上《吃吃的愛》的資料（繁體中文）
- 開眼電影網上《吃吃的愛》的資料（繁體中文）
- 雅虎香港電影上《吃吃的愛》的資料（繁體中文）（繁體中文）
- 香港影庫上《吃吃的愛》的資料（繁體中文）
- 时光网上《吃吃的愛》的資料（简体中文）
- 豆瓣电影上《吃吃的愛》的資料 （简体中文）
- YouTube上的【吃吃的愛】最終預告.（繁體中文）